# Басанцов Ігор Володимирович
Басанцов Ігор Володимирович — відомий український  юрист. Доктор економічних наук (2008), професор (2012), професор кафедри Фінансів і кредиту факультету економіки та менеджменту Сумського державного університету (з 2003).

## Біографія
Народився 8 червня 1962 року (м. Донецьк).
Освіта: Донецький електрометалургійний технікум (1981).
Донецький державний університет, обліково-фінансовий факультет (1989).
Донецький державний університет, економіко-правовий факультет (1999).
Харківський науково-дослідний інститут судових експертиз ім. М.С. Бокаріуса, підготовка за індивідуальним планом навчання судового експерта (2000).
Сумський державний університет, докторантура (2006).

## Професійна діяльність
1981–1984 — служба в Радянській Армії.
1984–1987 — електрослюсар з ремонту приладів Донецької фабрики іграшок.
Економічна діяльність
1987–1989 — старший економіст центральної бухгалтерії Донецької фабрики іграшок.
1989–1990 — інженер планового відділу Донецького тресту «Південтермоізоляція».
1990–1991 — державний податковий інспектор Державної податкової інспекції в Донецькій області.
1991–1998 — начальник контрольно-ревізійного відділу, заступник начальника управління Донецького обласного управління Пенсійного фонду України.
1998–1999 — начальник обласного відділу ліцензування представництва Ліцензійної палати України в Донецькій області.
1999–1999 — перший заступник начальника контрольно-ревізійного відділу у м. Донецьку.
1999–2003 — начальник контрольно-ревізійного управління в Сумській області.
2003-2009 — доцент кафедри фінансів Сумського державного університету.
2009-по теперішній час — професор кафедри фінансів та кредиту Сумського державного університету.
Юридична діяльність
2007–2012 — юрисконсульт Сумського обласного відділення Українського Фонду соціальних гарантій військовослужбовців та ветеранів Збройних Сил України.
З 2012 — юрисконсульт Сумської обласної організації фізкультурно-спортивного товариства «Динамо» України.

## Додаткова інформація
Експерт з економічних питань. Один з ініціаторів створення в Сумській області відділення науково-дослідного інституту ім. М. С. Бокаріуса інституту експертиз. Голова Сумського обласного Правління Спілки економістів України (з 2011). Державний службовець VII рангу.

## Основні наукові праці
Автор понад 85 наукових робіт та методичних розробок, присвячених темі економічного аудиту та експертизи. Серед них:
1. Басанцов І. В. Стратегічні напрями розвитку системи державного фінансового контролю / І. В. Басанцов // Механізм регулювання економіки. — № 1. — 2011. — С. 164–171.
2. Басанцов І. В. Застосування програмно-цільового методу в інвестуванні аграрного сектору економіки / І. В. Басанцов // Вісник СНАУ: Серія «Економіка і менеджмент». — № 5/2 (47). — 2011. — С. 115–119.
3. Басанцов І. В. Інституціональні умови забезпечення зростання капіталізації інтелектуального потенціалу держави / І. В. Басанцов // Збірник наукових праць: Вісник Донецького університету економіки та права. — № 1'2011. — 2011. — С. 37-39.
4. Басанцов І. В. Удосконалення державного фінансового контролю за ефективним використанням бюджетних коштів в Україні / І. В. Басанцов // Збірник наукових праць: Вісник Університету банківської справи НБУ (м. Київ). — № 1(10). — 2011. — С. 280–283.
5. Басанцов І. В. Поняття, завдання та перспективи розвитку екологічного аудиту / І. В. Басанцов, І. О. Пригара // Вісник СумДУ. — № 1. — 2010. — С. 132–137.
6. Басанцов І. В. Екологічний аудит в Україні: актуальність, проблемні питання та напрями удосконалення / І. В. Басанцов, О. С. Пантелейчук // Механізм регулювання економіки. — № 1 (45). — 2010. — С. 38-46.
7. Басанцов І. В. Базові визначення удосконалення регіонального інституту державного фінансового контролю / О. І. Барановський, І. В. Басанцов // Механізм регулювання економіки. — 2008 — № 2(34). — С. 186–191.
8. Басанцов І. В. Аудит окремих положень експертно-оціночної діяльності в Україні / І. В. Басанцов, М. Н. Рєзнік // Формування ринкових відносин в Україні: зб. наук. пр. НДЕІ. — № 1(104). — 2010. — С. 76-81.
9. Барановський О. І. Шляхи формування та розвитку взаємодії органів державного фінансового контролю з аудиторськими організаціями / О. І. Барановський, І. В. Басанцов // Формування ринкових відносин в Україні: зб. наук. пр. — Вип. 5(84) / наук. ред. І. К. Бондар. — К., 2008. — 152 с. — С. 138–142.
10. Басанцов І. В. Проблеми формування, реалізації та контролю державних програм розвитку економіки / І. В. Басанцов, В. В. Сергієнко // Проблеми і перспективи розвитку банківської системи України: зб. наук. пр. — Вип. 21. — 2007. — С. 130–139.
11. Басанцов І. В. Проблемні питання розвитку та перспективи формування нової моделі системи державного фінансового контролю в Україні / І. В. Басанцов, В. М. Крупа // Збірник наукових праць Подільського державного аграрно-технічного університету. — № 15. — 2007. — С. 432–437.
12. Басанцов І. В. Перспективи формування нової моделі системи державного фінансового контролю в Україні / І. В. Басанцов, В. М. Крупа // Вісник Хмельницького національного університету. — 2007. — № 1(88). — С. 221–225.
13. Басанцов І. В. Комп'ютеризація роботи контрольно-ревізійної служби — запорука підвищення її ефективності / І. В. Басанцов // Місце та роль сучасної інформатики та комп'ютерної техніки у підготовці фахівців: зб. наук. робіт «Управління розвитком». № 2. — Харків: ХНЕУ, 2006. — С. 9-11.
14. Басанцов І. В. Теоретичні основи формування системи державного фінансового контролю / І. В. Басанцов // Механізм регулювання економіки. — № 1. — 2004. — С. 69-73.
15. Басанцов І. В. Теоретичні і методичні основи оцінки ефективності державного фінансового контролю / І. В. Басанцов // Вісник СумДУ. — № 6(65). — 2004. — С. 149–155.
16. Басанцов І. В. Організація фінансового контролю в системі державного казначейства / І. В. Басанцов // Економічний вісник національного гірничого університету. — № 4(8). — 2004. — С. 78-85.
17. Басанцов І. В. Державні закупівлі в полі зору судово-економічної експертизи як форми фінансового контролю / І. В. Басанцов, Н. І. Панченко // Механізм регулювання економіки. — № 1. — 2005. — С. 110–115.
18. Басанцов І. В. Аудит ефективності: зарубіжний досвід на вдосконалення державного фінансового контролю в Україні / І. В. Басанцов // Вісник СумДУ. — № 2. — 2005. — С. 172–180.
19. Басанцов І. В. Фінансовий контроль як економічна категорія / І. В. Басанцов // Фінанси, облік і аудит: наук. зб. — № 5. — 2005. — С. 21-31.
20. Басанцов І. В. Чи потрібна новій економіці України «прозора система» фінансових відносин? / І. В. Басанцов, О. І. Щербаков // Економіка розвитку. — № 3. — 2005. — С. 18-21.
21. Басанцов І. В. Зарубіжний досвід сприяння розвитку державного фінансового контролю у банківсько-кредитній сфері / І. В. Басанцов // Вісник СНАУ. — № 1(18). — 2005. — С. 66-72.
22. Басанцов І. В. Державний фінансовий контроль, його концептуальні аспекти / І. В. Басанцов // Формування ринкових відносин в Україні: зб. наук. пр. НДЕІ. — № 11(54). — 2005. — С. 24-29.
23. Басанцов І. В. Система фінансового контролю в Україні / І. В. Басанцов // Фінанси України: науково-теоретичний та інформаційно-практичний журнал Міністерства фінансів України. — К. — № 11(120). — 2005. — С. 132–139.
24. Басанцов І. В. Економічна експертиза як специфічний метод фінансового контролю / І. В. Басанцов // Механізм регулювання економіки. — № 2. — 2005. — С. 133–139.
25. Басанцов І. В. Оцінка ефективності державного фінансового контролю / І. В. Басанцов // АгроІнКом. — № 11-12. — 2005. — С. 47-51.
26. Басанцов І. В. Нормативні питання державного фінансового контролю / І. В. Басанцов // Механізм регулювання економіки. — № 3. — 2005. — С. 180–187.
27. Рубан Н. І. Аудит ефективності виконання Національної програми сприяння розвитку малого підприємництва в Україні / Н. І. Рубан, І. В. Басанцов // Торгівля і ринок України. — Випуск № 20. — 2005. — С. 117–127.
28. Басанцов І. В. Аудит ефективності як чинник підвищення результативності державного фінансового контролю / І. В. Басанцов // Вісник Української академії банківської справи. — № 2(19) 2005. — С. 32-35.
29. Басанцов І. В. Регіональні аспекти активізації державного фінансового контролю / І. В. Басанцов // Вісник СумДУ. — № 10(82). — 2005. — С. 135–142.
30. Басанцов І. В. Державний фінансовий контроль як дійовий інструмент підвищення ефективності державних цільових програм / І. В. Басанцов // Механізм регулювання економіки. — № 4. — 2005. — С. 238–243.
31. Басанцов І. В. Організаційно-правові засади створення цілісної системи державного фінансового контролю / І. В. Басанцов // Формування ринкових відносин в Україні: зб. наук. пр. НДЕІ. — К. — № 9(52). — 2005. — С. 32-35.
32. Басанцов І. В. Трансформаційні процеси державного регулювання і підвищення ефективності його контрольної функції / І. В. Басанцов // Социально-экономические аспекты промышленной политики: сб. науч. тр. НАН Украины. — Донецк: Ин-т экономики пром-ти / редкол.: А. И. Амоша (отв. ред.) [и др.]. 2005. — С. 277–292.
33. Басанцов І. В. Традиційні та новаційні погляди на державний фінансовий контроль / І. В. Басанцов // Проблеми і перспективи розвитку банківської системи України: зб. наук. пр. Т. 14. — Суми: УАБС НБУ, 2005. — 368 с. — С. 282–292.
34. Басанцов І. В. Деякі аспекти теоретико-концептуальної основи державного фінансового контролю в Україні / І. В. Басанцов, О. І. Щербаков // Економіка розвитку: науковий журнал ХНЕУ. — Харків, 2006. — № 1(37). — С. 77-80.
35. Басанцов И. В. Планирование и контроль финансово-хозяйственной деятельности как неотъемлемая часть бизнес-плана / И. В. Басанцов // Геотехнології та управління виробництвом XXI сторіччя. Том 2 / під заг. ред. О. В. Мартякової. — Донецьк: ДонНТУ, 2006. — С. 206–211.
36. Басанцов І. В. Аналіз та аудит державних фінансових ресурсів у галузі капітальних вкладень: проблеми та шляхи їх вирішення / І. В. Басанцов // Вісник Національного університету водного господарства та природокористування: зб. наук. пр. Економіка. — Частина 3 «Реформування обліку, аналізу і аудиту економічних ресурсів в контексті євроінтеграції». — Випуск 4(36). — Рівне, 2006 р. — С. 30-38.
37. Басанцов І. В. Економічний контроль фінансового потенціалу як складова економічного потенціалу підприємства / І. В. Басанцов // Механізм регулювання економіки. — 2006. — № 4(28). — С. 136–141.